# Písař

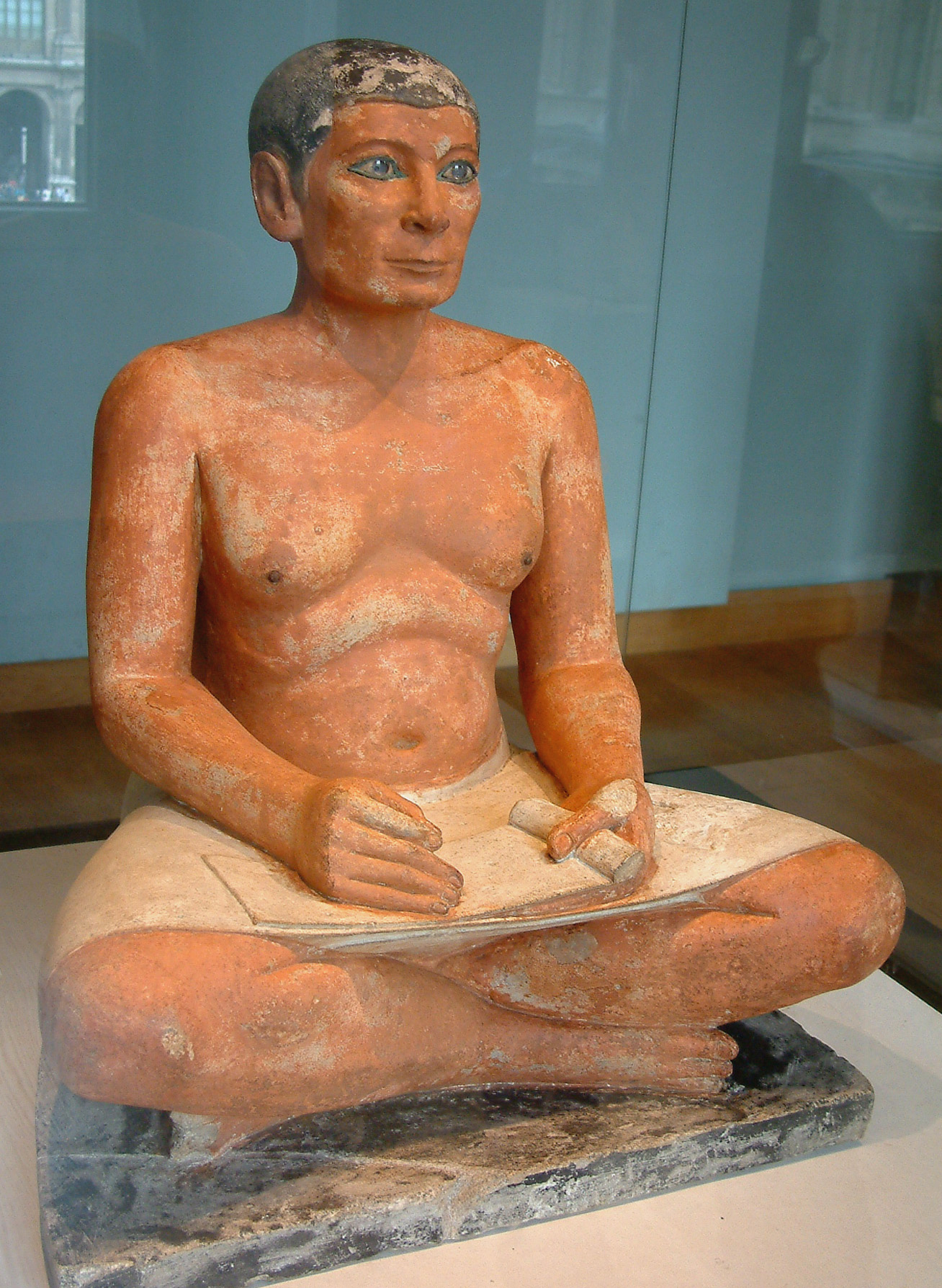
Egyptský písař, 2600–2350 př. n. l., Sachára, dnes v Louvru

Písař je osoba, jejímž povoláním je psát knihy či dokumenty. Tato profese se v různých obdobách vyskytovala ve všech kulturách znalých písma. Svou důležitost ztratila s příchodem knihtisku, tradice písařů však přetrvala ještě do 16. století souběžně s tištěnými knihami.
Práce písaře zahrnovala přepisování knih včetně náboženských textů. Služby písařů byly využívány panovníky, šlechtou, náboženskými představiteli či představiteli měst pro administrativní účely. Zahrnovaly přepis diktovaného textu či zápis obchodních, soudních či historických záznamů.

## Povolání písaře
Než se mohl písař ujmout své práce, musel projít dlouhým učením spojeným se školením v různých písařských institucích. Proto byli vybíráni hlavně z řad duchovních, tam se jim totiž dostalo potřebné vzdělání v katedrálních či klášterních školách. Ale i z těch, kteří navštěvovali takové školy, se jen málo dopracovalo k titulu kvalifikovaný písař. Kromě církevních se objevují písaři i v diplomatickém prostředí – měli za úkol psát různé světské listiny a různé úřední dokumenty. Přesto převládali převážně církevní písaři, a to až do 14. století.
Písařské činnosti si církevní orgány velmi vážily. Řídili se sloganem: „Kolik mnich napíše liter, tolik ran dostane ďábel.“ Opisovačská činnost byla považována za poslání, existují různé důkazy o tom, že se muži, kteří napsali za svůj život desítky knih, stali slavnými a váženými. Dokonce se mohli psaní věnovat i ve sváteční dny, kdy byla práce zakázána.

## Písařské dílny
Církevní skriptoria pracovala hlavně pro svoji potřebu, ale i na objednávky jiných lidí. Církevní ústavy mívaly svého světského ochránce – panovníka, nebo jiného představitele rodu, který se o založení ústavu zasloužil, nebo ho i dotoval. Tito mecenáši potřebovali rukopisy na svoji prezentaci, ale neměli sami možnost si je vytvořit. Proto se obraceli na církevní ústavy, se kterými už dříve spolupracovali, aby práci za ně provedli. Církve za to často získaly další hmotné výhody a dary. Tyto rukopisy pak putovaly na vzdálená místa nesouvisející s písařskou dílnou, kde začaly nový život.
Písařské umění se postupně šířilo, zakládaly se nové pobočky, kam odcházely kolonie bratrů z klášterů. Odnášeli si s sebou i výbavu liturgických a teologických knih. Když se pak nové pobočky musely postarat o rozmnožování vlastní knihovny, používaly předlohy ze svých původních institucí. Tím se knihy napodobovaly – opisováním i kaligraficky. Církevní instituce ani duchovní centra nevyvíjely písařskou činnost plynule a rovnoměrně. Střídala se období duchovního rozkvětu s obdobím úpadku, a to se projevovalo i v písařské činnosti. Často také osobnosti stojící v čele výrazně ovlivňovaly produktivitu těchto dílen a institucí.

## Proces opisování a pomůcky
Původně se psalo hlavně podle písemné předlohy, podle vizuálního vjemu. Při takovém přepisu se často chybovalo – například přeskočením řádky nebo vynecháním slov. Proto opsané texty kontroval vyšší činitel. Aby práce na delších textech postupovala rychleji, rozděloval se někdy text mezi více písařů. To však nebylo vždy možné – v kartuziánském klášteře mohli jeho členové pracovat pouze odděleně – každý ve svém mikrokosmu – tedy v oddělených místnostech.
Práce písařských dílen byla osamostatněná od ostatních, proto si sami připravovali psací látky i pomůcky ke psaní. Jednalo se hlavně o pisadlo, nejčastěji husí brk namáčený do speciálně zhotovovaných inkoustů. Nezbytným vybavením písaře byla pemza na uhlazování psací látky a nožík na vyškrabování chybných tahů. Barvy byly také připravovány podle složitých receptur. Osoby malířů v písařských institucích byli buď samotní písaři, nebo i ti, kteří v těchto institucích nepracovali.